# 도방 (경영)
도방(都房)은 조선시대 무역상단 대방의 일부 권한을 가진 직위였다. 일부 독립적인 도방들도 있었다.

## 개요
도방은 현재 사장 (경영)에 해당하는 직위였다. 독립적인 도방들은 자체도방회의를 열어 실적상황과 운영상황을 논의하여 상단을 운영하였다.

## 권한
대행수, 행수, 서기, 행동대장, 사환의 임명

## 드라마
- 상도 (드라마)

## 게임
- 거상

## 같이 보기
- 시전 상인
- 경상(경강 상인)
- 송상(개성 상인)
- 만상(의주 상인)
- 내상(동래 상인)